# Ісландія на зимових Олімпійських іграх 1948
Ісландія на зимових Олімпійських іграх 1948 року, які проходили у швейцарському місті Санкт-Моріц, була представлена 4 спортсменами (всі чоловіки) у двох видах спорту. Прапороносцем на церемонії відкриття Олімпійських ігор був Герман Стефанссон, хоча він і не брав участі у змаганнях.
Ісландські спортсмени вперше брали участь у зимових Олімпійських іграх, і не вибороли жодної медалі.

## Гірськолижний спорт
Чоловіки
| Спортсмен             | Дисципліна       | Дистанція 1    | Дистанція 1 | Дистанція 2 | Дистанція 2 | Разом  | Разом |
| Спортсмен             | Дисципліна       | Час            | Місце       | Час         | Місце       | Час    | Місце |
| --------------------- | ---------------- | -------------- | ----------- | ----------- | ----------- | ------ | ----- |
| Магнус Бріньолфссон   | швидкісний спуск |                |             |             |             | 3:48,2 | 64    |
| Торір Йонссон         | швидкісний спуск |                |             |             |             | 4:47,0 | 96    |
| Гудмундур Гудмундссон | швидкісний спуск |                |             |             |             | 4:57,0 | 98    |
| Гудмундур Гудмундссон | слалом           | 2:09,4 (+0:05) | 60          | 1:45,2      | 61          | 3:54,6 | 59    |

Чоловіки, комбінація
| Спортсмен             | Слалом | Слалом         | Слалом | Разом (швидкісний спуск + слалом) | Разом (швидкісний спуск + слалом) |
| Спортсмен             | Час 1  | Час 2          | Місце  | Бали                              | Місце                             |
| --------------------- | ------ | -------------- | ------ | --------------------------------- | --------------------------------- |
| Магнус Бріньолфссон   | 1:39,0 | 1:28,7 (+0:05) | 49     | 52,76                             | 48                                |
| Торір Йонссон         | 1:57,0 | 1:20,5         | 58     | 89,40                             | 65                                |
| Гудмундур Гудмундссон | 2:15,8 | 1:24,8         | 64     | 105,11                            | 67                                |

## Стрибки з трампліна
| Спортсмен                 | Дисципліна          | Стрибок 1 | Стрибок 2 | Бали  | Місце |
| ------------------------- | ------------------- | --------- | --------- | ----- | ----- |
| Йонас Торарін Аусгейрссон | нормальний трамплін | 57,0      | 59,5      | 179,8 | 37    |